# National Trust for Nature Conservation
Il National Trust for Nature Conservation (NTNC), (in nepalese: राष्ट्रकोषिय प्रकृतृति संरक्षण कोष), precedentemente nota come King Mahendra Trust for Nature Conservation è un'organizzazione non governativa nepalese che opera nel campo della conservazione della natura. È stata fondata nel 1982 come organizzazione autonoma non scopo di lucro per legge del Nepal. Il segretario membro fondatore era il Dr. Hemanta Raj Mishra, il quale ha giocato un ruolo chiave nel portare i donatori internazionali a sostenere la fiducia. È stato segretario membro dal 1982 al 1992. La missione della National Trust for Nature Conservation è di conservare la natura e le risorse naturali in Nepal, soddisfacendo al tempo stesso i bisogni della gente in modo sostenibile. Dal punto di vista geografico, le attività dell’organizzazione si sono diffuse dalle pianure subtropicali di Chitwan, Bardia e Kanchanpur fino alla regioni dell'Annapurna e del Manaslu dell'Himalaya, compresa la regione trans-himalayana del Mustang e del Manang. Attualmente, i progetti dell’organizzazione sono divisi in tre aree geografiche: la pianura, le colline centrali (valle di Katmandu) e le alte montagne. Le attività dell’organizzazione nelle pianure sono concentrate nel parco nazionale di Chitwan, nel parco nazionale reale di Bardia  e nella riserva naturale di Suklaphanta, situate nelle regioni centrali, occidentali ed estremo occidentali del Nepal, attraverso il Biodiversity Conservation Center (BCC) a Chitwan, il Bardia Conservation Program (BCP) a Bardia e il Suklaphanta Conservation Program (SCP) a Kanchanpur. Analogamente, l'Area di conservazione dell'Annapurna, il Manaslu Conservation Area Project (MCAP) e il Gaurishankar Conservation Area Project (GCAP) sono tre aree protette gestite dal National Trust for Nature Conservation nella regione montana. Lo Zoo centrale è l'unico progetto dell’organizzazione nella valle di Katmandu. Come nuova iniziativa, il National Trust for Nature Conservation ha istituito un'unità per l'energia e i cambiamenti climatici per affrontare le questioni emergenti del cambiamento climatico attraverso un approccio di mitigazione e adattamento e tecnologie per le energie rinnovabili. L’organizzazioneha anche iniziato a lavorare sulla conservazione dell'ambiente urbano con il progetto di conservazione del fiume Bagmati.

## Missione
Promuovere, conservare e gestire la natura in tutta la sua diversità bilanciando i bisogni umani con l'ambiente su una base sostenibile per i posteri - assicurando la massima partecipazione della comunità con la dovuta consapevolezza dei legami tra economia, ambiente ed etica attraverso un processo in cui le persone sono sia gli attori principali che i beneficiari.

## Progetti
La National Trust for Nature Conservation sta lavorando in diverse aree protette del Nepal, dalle pianure del Terai alle montagne dell'Himalaya. I progetti/programmi comprendono:
- Annapurna Conservation Area Project (ACAP)
- Manaslu Conservation Area Project (MCAP)
- Gaurishankar Conservation Area Project (GCAP)
- Biodiversity Conservation Centre (BCC)
- Bardia Conservation Program (BCP)
- Suklaphata Conservation Program (SCP)
- Zoo centrale